# Krnica (Gorje, Slovenija)
Krnica je naselje u slovenskoj Općini Gorju. Krnica se nalazi u pokrajini Gorenjskoj i statističkoj regiji Gorenjskoj. 

## Stanovništvo
Prema popisu stanovništva iz 2002. godine naselje je imalo 380 stanovnika.